# Arquidiócesis de San Sebastián de Río de Janeiro
La arquidiócesis de San Sebastián de Río de Janeiro (en latín: Archidioecesis Sancti Sebastiani Fluminis Ianuarii y en portugués: Arquidiocese de São Sebastião do Rio de Janeiro) es una circunscripción eclesiástica latina de la Iglesia católica en Brasil, sede metropolitana de la provincia eclesiástica de San Sebastián de Río de Janeiro. La arquidiócesis tiene al arzobispo cardenal Orani João Tempesta, O.Cist. como su ordinario desde el 27 de febrero de 2009. 

## Territorio y organización

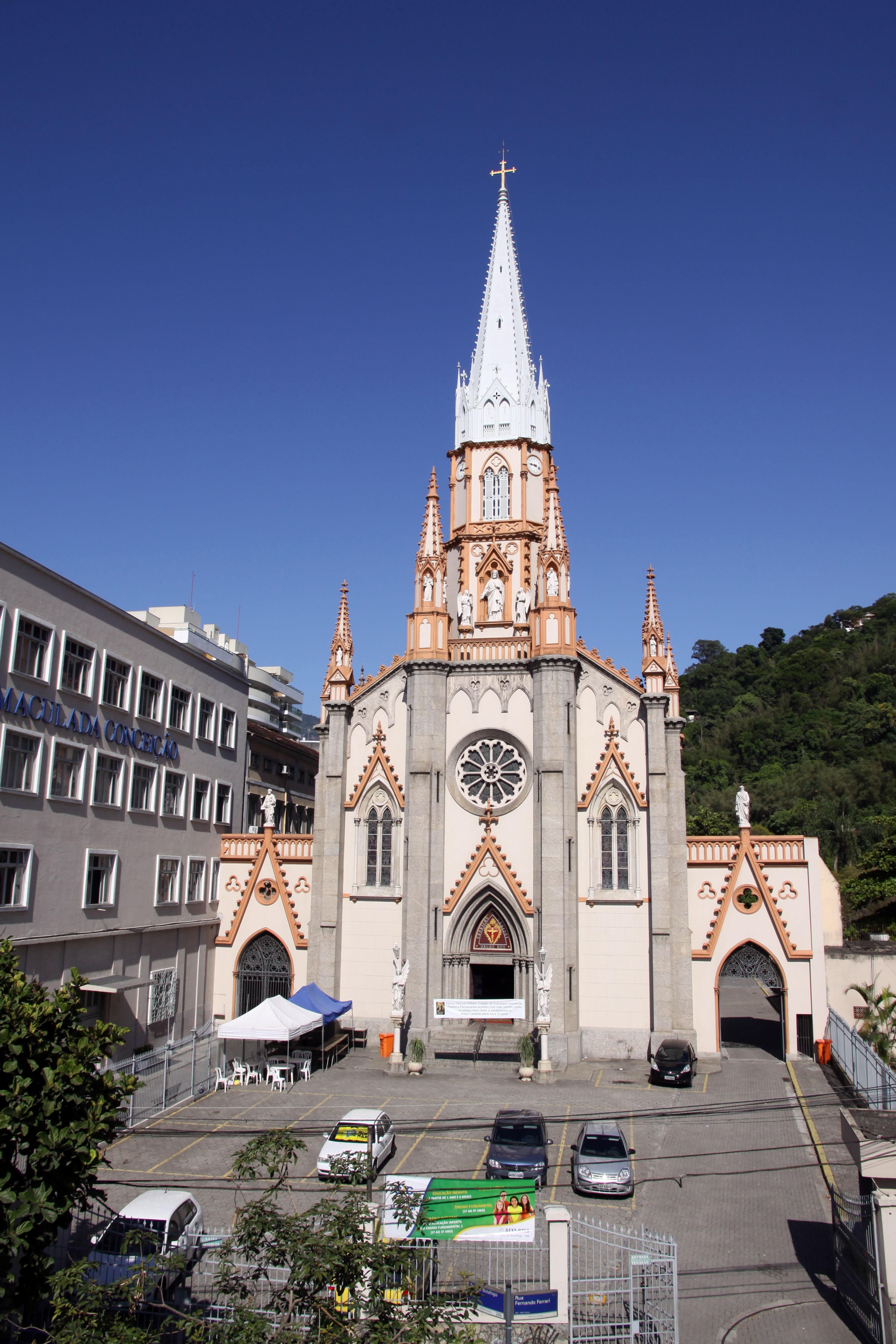
Basílica menor de Imaculada Conceição

La arquidiócesis tiene 1200 km² y extiende su jurisdicción sobre los fieles católicos de rito latino residentes en la ciudad de Río de Janeiro.
La sede de la arquidiócesis se encuentra en la ciudad de Río de Janeiro, en donde se halla la Catedral de San Sebastián. En el territorio hay 5 basílicas menores: Immacolata Concezione, Nostra Signora di Lourdes, Santa Teresa del Bambin Gesù, San Sebastiano y Cuore Immacolato di Maria. También hay dos santuarios arquidiocesanos: Nostra Signora della Grazia della Medaglia Miracolosa y el Cristo Redentor del cerro del Corcovado.
En 2020 en la arquidiócesis existían 273 parroquias.
La arquidiócesis tiene como sufragáneas a las diócesis de: Barra do Piraí-Volta Redonda, Duque de Caxias, Itaguaí, Nova Iguaçu y Valença.

## Historia
La prelatura territorial de San Sebastián de Río de Janeiro fue erigida el 19 de julio de 1575 con la bula In supereminenti militantis Ecclesiae del papa Gregorio XIII separando territorio de la diócesis de San Salvador de Bahía (hoy arquidiócesis de San Salvador de Bahía). Originalmente era sufragánea del patriarcado de Lisboa.
El 16 de noviembre de 1676 la prelatura territorial fue elevada a diócesis con la bula Romani Pontificis del papa Inocencio XI y pasó a formar parte de la provincia eclesiástica de la arquidiócesis de San Salvador de Bahía.
El 6 de diciembre de 1745 cedió partes de su territorio para, mediante el breve Candor lucis aeternae del papa Benedicto XIV, la erección de las prelaturas territoriales de Cuiabá (hoy arquidiócesis de Cuiabá) y Goiás (hoy diócesis de Goiás) y de las diócesis de Mariana (hoy arquidiócesis de Mariana) y San Pablo (hoy arquidiócesis de San Pablo).
El 7 de mayo de 1848 cedió otra porción de territorio para la erección de la diócesis de San Pedro de Río Grande del Sur (hoy arquidiócesis de Porto Alegre) mediante la bula Ad oves Dominicas rite pascendas del papa Pío IX.
El 27 de abril de 1892 cedió otra porción de territorio para la erección de las diócesis de Niterói (hoy arquidiócesis de Niterói) y Curitiba (hoy arquidiócesis de Curitiba) y al mismo tiempo fue elevada al rango de arquidiócesis metropolitana con la bula Ad universas orbis Eclesias del papa León XIII.
En 1905 el arzobispo Joaquim Arcoverde de Albuquerque Cavalcanti se convirtió en el primer cardenal brasileño.
El 15 de agosto de 1907 cedió una parte del territorio para la erección de la abadía territorial de Nuestra Señora de Monserrat de Río de Janeiro mediante el decreto E Brasilianae Reipublicae de la Congregación Consistorial, que el 6 de mayo de 2003 fue suprimida, incorporando el territorio a la misma arquidiócesis de Río de Janeiro, mediante el decreto Iuxta normas de la Congregación para los Obispos.

## Estadísticas
De acuerdo al Anuario Pontificio 2021 la arquidiócesis tenía a fines de 2020 un total de 3 332 768 fieles bautizados.
| Año                                                                             | Población            | Población | Población      | Sacerdotes | Sacerdotes    | Sacerdotes    | Bautizados por sacerdote | Diáconos permanentes | Religiosos | Religiosos | Parroquias |
| Año                                                                             | Bautizados católicos | Total     | % de católicos | Total      | Clero secular | Clero regular | Bautizados por sacerdote | Diáconos permanentes | Varones    | Mujeres    | Parroquias |
| ------------------------------------------------------------------------------- | -------------------- | --------- | -------------- | ---------- | ------------- | ------------- | ------------------------ | -------------------- | ---------- | ---------- | ---------- |
| 1950                                                                            | 1 400 000            | 2 000     | 70.0           | 536        | 250           | 286           | 2611                     |                      | 414        | 2205       | 105        |
| 1962                                                                            | 2 800 000            | 3 500 000 | 80.0           | 669        | 264           | 405           | 4185                     |                      | 523        | 2453       | 138        |
| 1970                                                                            | 3 400 122            | 4 651 669 | 73.1           | 646        | 237           | 409           | 5263                     |                      | 519        | 2950       | 194        |
| 1976                                                                            | 3 684 200            | 4 251 918 | 86.6           | 832        | 271           | 561           | 4428                     | 1                    | 665        | 2467       | 198        |
| 1980                                                                            | 4 790 219            | 5 443 431 | 88.0           | 640        | 255           | 385           | 7484                     | 3                    | 554        | 1999       | 208        |
| 1990                                                                            | 4 945 000            | 6 097 000 | 81.1           | 582        | 252           | 330           | 8496                     | 10                   | 426        | 1991       | 226        |
| 1999                                                                            | 4 491 000            | 5 677 000 | 79.1           | 575        | 277           | 298           | 7810                     | 33                   | 365        | 1634       | 238        |
| 2000                                                                            | 3 880 074            | 5 598 953 | 69.3           | 563        | 285           | 278           | 6891                     | 33                   | 384        | 1260       | 240        |
| 2001                                                                            | 3 880 012            | 5 598 863 | 69.3           | 559        | 274           | 285           | 6940                     | 35                   | 371        | 1299       | 241        |
| 2002                                                                            | 4 041 954            | 5 857 904 | 69.0           | 613        | 298           | 315           | 6593                     | 33                   | 411        | 1228       | 242        |
| 2003                                                                            | 4 059 527            | 5 857 904 | 69.3           | 582        | 318           | 264           | 6975                     | 34                   | 361        | 1214       | 242        |
| 2004                                                                            | 3 556 095            | 5 857 895 | 60.7           | 592        | 314           | 278           | 6006                     | 42                   | 384        | 1117       | 246        |
| 2010                                                                            | 3 737 000            | 6 158 000 | 60.7           | 602        | 323           | 279           | 6207                     | 124                  | 390        | 654        | 252        |
| 2014                                                                            | 3 870 000            | 6 033 000 | 64.1           | 579        | 334           | 245           | 6683                     | 168                  | 334        | 1024       | 265        |
| 2017                                                                            | 3 320 334            | 6 498 837 | 51.1           | 598        | 351           | 247           | 5552                     | 202                  | 326        | 670        | 267        |
| 2020                                                                            | 3 332 768            | 6 718 903 | 51.1           | 630        | 403           | 227           | 5448                     | 242                  | 298        | 580        | 273        |
| Fuente: Catholic-Hierarchy, que a su vez toma los datos del Anuario Pontificio. |                      |           |                |            |               |               |                          |                      |            |            |            |

## Episcopologio
- Bartolomeu Simões Pereira † (11 de mayo de 1577-1591 renunció)
- João da Costa † (1603-1606 falleció)
- Bartholomeu Lagarto † (1606-1606 falleció)
- Mateus da Costa Aborim † (24 de enero de 1606-1629 falleció)
- Máximo de São João Pereira, O.S.B. † (13 de julio de 1629-1629 falleció)
- Pedro Homem Albernaz † (24 de enero de 1630-1631 renunció)
- Lourenço de Mendonça † (22 de julio de 1631-1637 renunció)
- Pedro Homem Albernaz † (1639-1643 falleció) (por segunda vez)
- Antônio de Marins Loureiro † (8 de octubre de 1643-1657 falleció)
- Manoel de Souza e Almada † (12 de diciembre de 1658-1673 falleció)
- Manuel Pessoa de Figueiredo † (15 de febrero de 1673-28 de agosto de 1673 falleció)
- Manuel Pereira, O.P. † (16 de noviembre de 1676-1680 renunció)
- José de Barros Alarcão † (19 de agosto de 1680-6 de abril de 1700 falleció)
- Francisco de São Jerõnimo de Andrade, C.R.S.J.E. † (8 de agosto de 1701-7 de marzo de 1721 falleció)
- Antônio de Guadalupe, O.F.M. † (21 de febrero de 1725-31 de agosto de 1740 falleció)
- João da Cruz Salgado de Castilho, O.C.D. † (19 de diciembre de 1740-4 de diciembre de 1745 renunció)
- Antônio de Nossa Senhora do Desterro Malheiro, O.S.B. † (15 de diciembre de 1745-5 de diciembre de 1773 falleció)
- José Joaquim Justiniano Mascarenhas Castello Branco † (20 de diciembre de 1773-28 de enero de 1805 falleció)
- José Caetano da Silva Coutinho † (26 de agosto de 1806-27 de enero de 1833 falleció)
  - Sede vacante (1833-1839)
- Manoel de Monte Rodrigues de Araújo † (23 de diciembre de 1839-11 de junio de 1863 falleció)
  - Sede vacante (1863-1868)
- Pedro Maria de Lacerda † (24 de septiembre de 1868-12 de noviembre de 1890 falleció)
- José Pereira da Silva Barros † (12 de mayo de 1891-1 de septiembre de 1893 renunció[9])
- João Fernando Santiago Esberard (Esberrard) † (12 de septiembre de 1893-22 de enero de 1897 falleció)
- Joaquim Arcoverde de Albuquerque Cavalcanti † (31 de agosto de 1897-18 de abril de 1930 falleció)
- Sebastião Leme da Silveira Cintra † (18 de abril de 1930 por sucesión-17 de octubre de 1942 falleció)
- Jaime de Barros Câmara † (3 de julio de 1943-18 de febrero de 1971 falleció)
- Eugênio de Araújo Sales † (13 de marzo de 1971-25 de julio de 2001 retirado)
- Eusébio Oscar Scheid, S.C.I. † (25 de julio de 2001-27 de febrero de 2009 retirado)
- Orani João Tempesta, O.Cist., desde el 27 de febrero de 2009